# Xorides sapporensis
Xorides sapporensis är en stekelart som först beskrevs av Tohru Uchida 1928.  Xorides sapporensis ingår i släktet Xorides och familjen brokparasitsteklar. Inga underarter finns listade i Catalogue of Life.